# كارولين كارتييه (ممثلة)
كارولين كارتييه (Caroline Cartier) (إسم الولادة:جينيفيف بايلوت) (7 ديسمبر 1947 - 8 أغسطس 1991)، هي ممثلة فرنسية ولدت في أفينيون وتوفيت في كولومب.